# Италианска инвазия в Албания
Италианската инвазия в Албания се осъществява в периода от 7 до 12 април 1939 г. и завършва с анексирането от Кралство Италия на съществуващото Кралство Албания.

## Предистория и причини
След образуването на Кралство Италия то претендира за венецианското наследство, което е най-вече в Адриатика и Далмация. От друга страна Итало-турската война отново изтиква на първи план ключовото стратегическо значение на Отрантския проток, още повече в контекста на съждението на Фердинанд Макс, че 
| „ | Без Босна няма Далмация, без Далмация няма моряци, без моряци няма флот, а без флот няма велика сила. | “ |

Италия има спорни територии с Дунавската монархия, което води до излизането на първата от Тройния съюз и включването ѝ на страната на Антантата в Първата световна война посредством сключения Лондонски договор (1915).
В хода на бойните действия през ПСВ овладяването на Отрантския проток от съюзническия флот е от ключово значение за утилизирането на целия австро-унгарски флот. Ето защо Италия окупира Вльора и установява постфактум италиански протекторат над Албания до приключването на ПСВ (което е и уговорено в Лондон).
На Парижката мирна конференция (1919) Италия се чувства ограбена от съюзниците си и я напуска демонстративно, след като става ясно, че губи т. нар. спор за Далмация, т.е. че сключеният между нея и Антантата договор от 1915 г. няма да бъде изпълнен. Освен това Италия се вижда принудена да напусне позорно Вльора след т.нар. война за Вльора, с което страната губи и уважението на съюзниците си. Външните и вътрешни проблеми на Италия ескалират и довеждат на власт, след знаменития поход към Рим, партията на Черните ризи на Бенито Мусолини.
Италианското обществено мнение и националисти не са забравили „албанския позор“ във Вльора, още повече че градът е обещан от Антантата на Италия. От друга страна малка Албания през 20-те и 30-те години на ХХ век поради липса на алтернатива се обвързва изцяло в стопански план с Италия. Към 1939 г. 92,1% от албанския износ е за Италия, като от последната е и 82,5% от албанския внос. Това статукво е следствие от опасенията на албанското ръководство, че страната може отново да бъде окупирана и поделена между Сърбия и Гърция, което вече се е случвало на два пъти – по време на Балканските войни и по време на ПСВ.

## Инвазия и окупация
Бенито Мусолини и италианският генерален щаб имат отдавна планове да окупират Албания заради нейното значително стратегическо значение за Кралство Италия – най-вече с цел установяването на пълен контрол над Адриатика, включително и решаването на спора за Далмация в полза на Италия. Като претекст послужват сключените от Албания търговски споразумения с Югославия и Гърция през 1934 г., в които Мусолини съзира заплаха за средиземноморските и въобще за глобалните италиански геополитически интереси. През 1934 г. Италия прави неуспешен опит да сплаши албанците чрез изпращане на флота си край албанското крайбрежие.
Като конкретна причина за „албанската операция“ служи германското нахлуване в Чехословакия на 15 март 1939 г. Мусолини се чувства след последното събитие лично засегнат и обиден на Хитлер, понеже не бил уведомен, т.е. зачетен за равноправен съюзник при налагането на нов ред в Европа. Ето защо Мусолини решава да „отмъсти“ на Хитлер със същото, като анексира Албания без да уведоми Третия Райх. Италианският крал Виктор Емануил III не е съгласен с оперативния план спрямо Албания, определяйки го като ненужен риск. Независимо от това на 25 март 1939 г. италианското правителство изпраща на албанското ултиматум, настоявайки за незабавното съгласие на второто за навлизането на италиански войски в Албания.
След серия дипломатически совалки Италия нахлува с въоръжени сили в Албания в състав от 100 000 души, 600 самолета, 125 танка и 64 артилерийски оръдия. Естествено Албания не е в състояние сама да противостои на тази военна сила със своите 15 000 недобре военно комплектовани войници, голяма част от които са под командването на италиански офицери – по силата на военно споразумение между двете страни. Първоначално крал Зог I планира да организира съпротива в Албанските планини, обаче разбирайки че никоя велика сила към онзи момент няма „да си мръдне пръста“ да защити Албания, решава да се оттегли с антуража си към Гърция. Въпреки това има албанска съпротива срещу италианската инвазия, като в Драч се разразява престрелка между италианските въоръжени сили и 360 албански жандармеристи и патриотично настроени граждани начело с Абаз Купи, командващ жандармерията в града. Въоръжени само с леко огнестрелно оръжие и три картечници, албанските жандармеристи задържат в залива на Драч най-силния и боеспособен италиански корпус, оборудван с най-модерното за времето си въоръжение. Престрелката продължава близо 5 часа и албанските жандармеристи се предават след като им свършват боеприпасите.
Другият сериозен отпор, който получават италианците, е в Шкодра, където албанските жандармеристи се укрепват в крепостта Розафа. В крайна сметка в 1:30 часа на 8 април 1939 г. всички албански пристанища са овладени от италианската армия. Същия ден крал Зог I със съпругата си и новородения син Лека напускат Албания в посока Гърция. Кралят отнася със себе си и албанските валутни резерви на централната банка на страната. В 9:30 ч. на 8 април италианските войски влизат в Тирана и бързо овладяват всички правителствени сгради, след което в три колони се насочват към Шкодра, Фиер и Елбасан. Шкодренските жандармеристи се предават в полунощ, след изчерпването на амунициите. В хода на италианската инвазия са разбити затворите от предварително насъскани и разгневени тълпи, а всички затворници—и политически, и криминални—се сдобиват със свобода.
Броят на загиналите по време на инвазията е спорен. Според официални италиански данни в Драч падат убити 25 италианци и между 97 и 160 са ранени. Според албански източници по време на боевете са убити около 400 италиански войници.

## Последици
На 12 април 1939 г. албанският парламент, под дулата на италианските оръжия, гласува за свалянето на крал Зог I и за „лична уния“ с Кралство Италия, предлагайки албанската корона на краля на Италия. Виктор Емануил III е официално коронясан за крал на Албания в Рим. Мусолини отчита пропагандно военната си инвазия в Албания като „триумф на италианското оръжие“.
Въодушевен от постигнатото в Албания, Мусолини дори си позволява да заяви пред медиите, че ще предложи на Големия фашистки съвет издигането на джамия в Рим за новите 2 млн. албански поданици на Италианската империя. След изявлението на Дуче възмутен анонимен кардинал от Ватикана коментира, че никой в историята не си е позволявал подобна обида с Римската курия (виж Латерански договори). Хитлер от своя страна малко иронично коментира, че с тази си акция Мусолини си е подсигурил една крепост, която щяла неумолимо да господства над Балканите.